# Penisola di Leizhou
La penisola di Leizhou (cinese tradizionale: 雷州半島; cinese semplificato: 雷州半岛; Jyutping: Lui4 zau1 bun3 dou2; pinyin: Léizhōu bàndǎo; poj: Lûi-chiu pòaⁿ-tó) è una penisola nella parte più meridionale della provincia del Guangdong nella Cina meridionale.

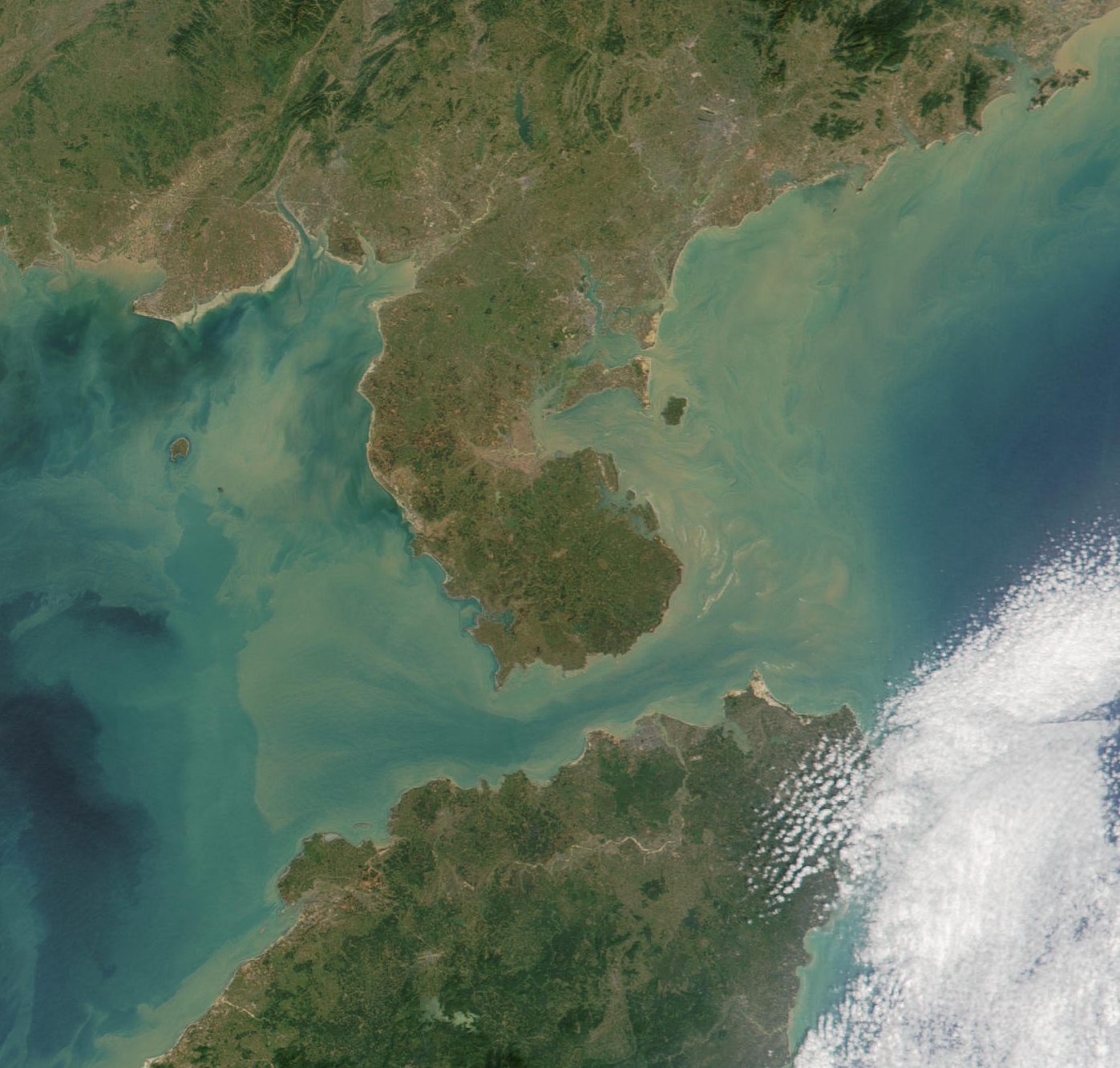
Penisola di Leizhou

## Geografia
La penisola di Leizhou è la terza penisola più grande della Cina con un'area di 8.500 chilometri quadrati localizzata all'estremità sud-occidentale del Guangdong, con il golfo del Tonchino a ovest e lo Stretto di Qiongzhou a sud, che separa la penisola dall'isola di Hainan. È il punto più a sud della Cina sul continente.
Geologicamente, i terrazzamenti di basalto ammontano al 43% dell'area della penisola. Il resto è suddiviso fra terrazze marine (27%) e pianure alluvionali (17%). La penisola di Leizhou è costellata di alcuni vulcani inattivi, di spiagge e di basse pianure diluviali.

## Clima
La penisola giace nella Cina del sud tropicale. La regione è sotto l'influenza dei monsoni continentali nord-orientali e dei monsoni marittimi sud-orientali e sud-occidentali. Occasionalmente si verificano tifoni, sia dall'oceano Pacifico che dal mar Cinese meridionale. Le precipitazioni annuali sono di 1.400–1.700 mm.

## Città
- Zhanjiang, città portuale sulla costa orientale.